# 斯基龍屬
斯基龍屬（学名：Segisaurus），是種小型獸腳亞目恐龍，屬於腔骨龍超科，身長接近1公尺。目前唯一的標本是在1933年發現於亞利桑那州的Tsegi峽谷地層，地質年代屬於早侏儸紀。斯基龍的屬名是以發現地Tsegi峽谷為名。斯基龍是該地區所出土的唯一恐龍。這些化石由古生物學家Charles Lewis Camp在1936年所敘述、命名。斯基龍的化石為破碎的骨骸，包含部分四肢、骨盆、以及脊椎，但沒有發現頭顱部份。斯基龍的親緣關係似乎接近於更著名的腔骨龍。兩者的差別在於，斯基龍擁有堅固的骨頭，而腔骨龍的骨頭為中空的。這特徵導致某些科學家質疑斯基龍是否為獸腳亞目恐龍。在2005年，一個針對斯基龍骨盆的研究，使得科學家們認為斯基龍其實較接近於原美頜龍。

## 敘述
斯基龍生存於侏儸紀早期，約1億8300萬年前。斯基龍是種原始的敏捷、二足獸腳類恐龍。斯基龍的體型相當於鵝，身長約1公尺，高約0.5公尺，重約4到7公斤。斯基龍可能為食蟲性動物，也可能為食腐動物。斯基龍的身體結構類似鳥類，頸部長而靈活。斯基龍具有三個腳趾，腿部強壯，且相當於身體的長度。尾巴與前肢也很長。鎖骨類似鳥類，這個發現有助於鳥類演化自恐龍的假說。
斯基龍目前只發現一個標本。該正模標本是個亞成年體，所以並不清楚斯基龍的成年體大小。斯基龍的標本上有叉骨，相同時期的恐龍並沒有發現這個特徵。

## 發現歷史

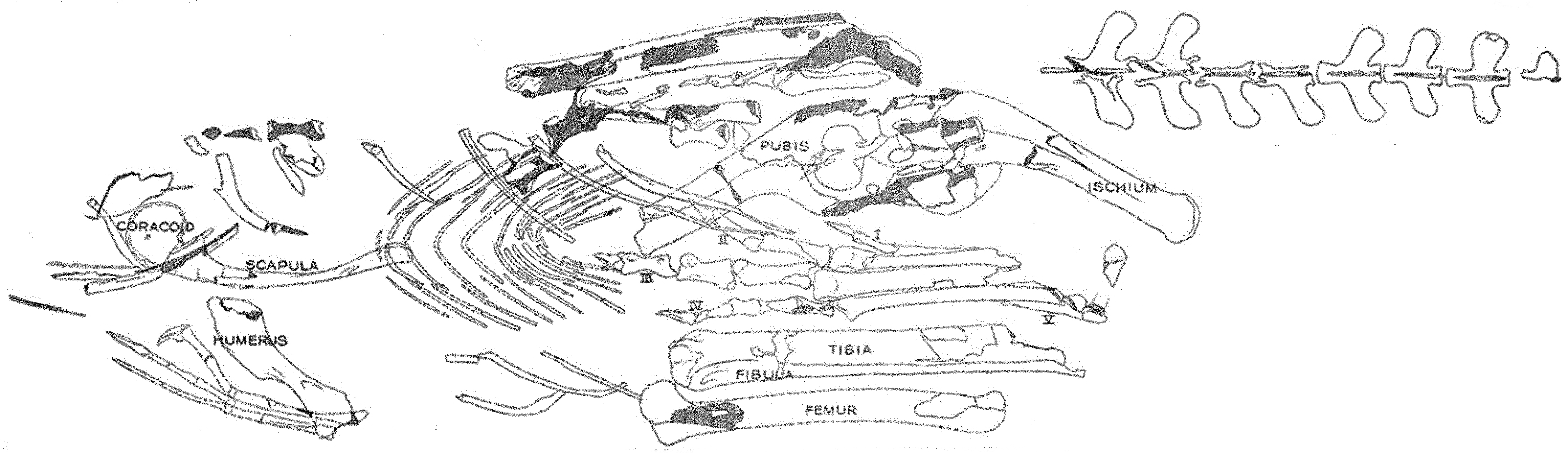
斯基龍的正模標本，處於化石挖掘時的狀態

斯基龍最初是由一位居住於Tsegi峽谷的納瓦約族印地安人Max Littlesalt所發現。Littlesalt替考古學家導引到化石的發現處。除了這個骨骼以外，沒有發現任何其他的斯基龍化石。在Charles Lewis Camp做了初步的敘述之後，正模標本有半個世紀的時間遭到忽視。在這段期間內，所有的研究都注重在斯基龍的叉骨與堅硬的骨頭結構。在最近的研究中，斯基龍在早期獸腳類恐龍的演化過程中，佔了重要的地位。

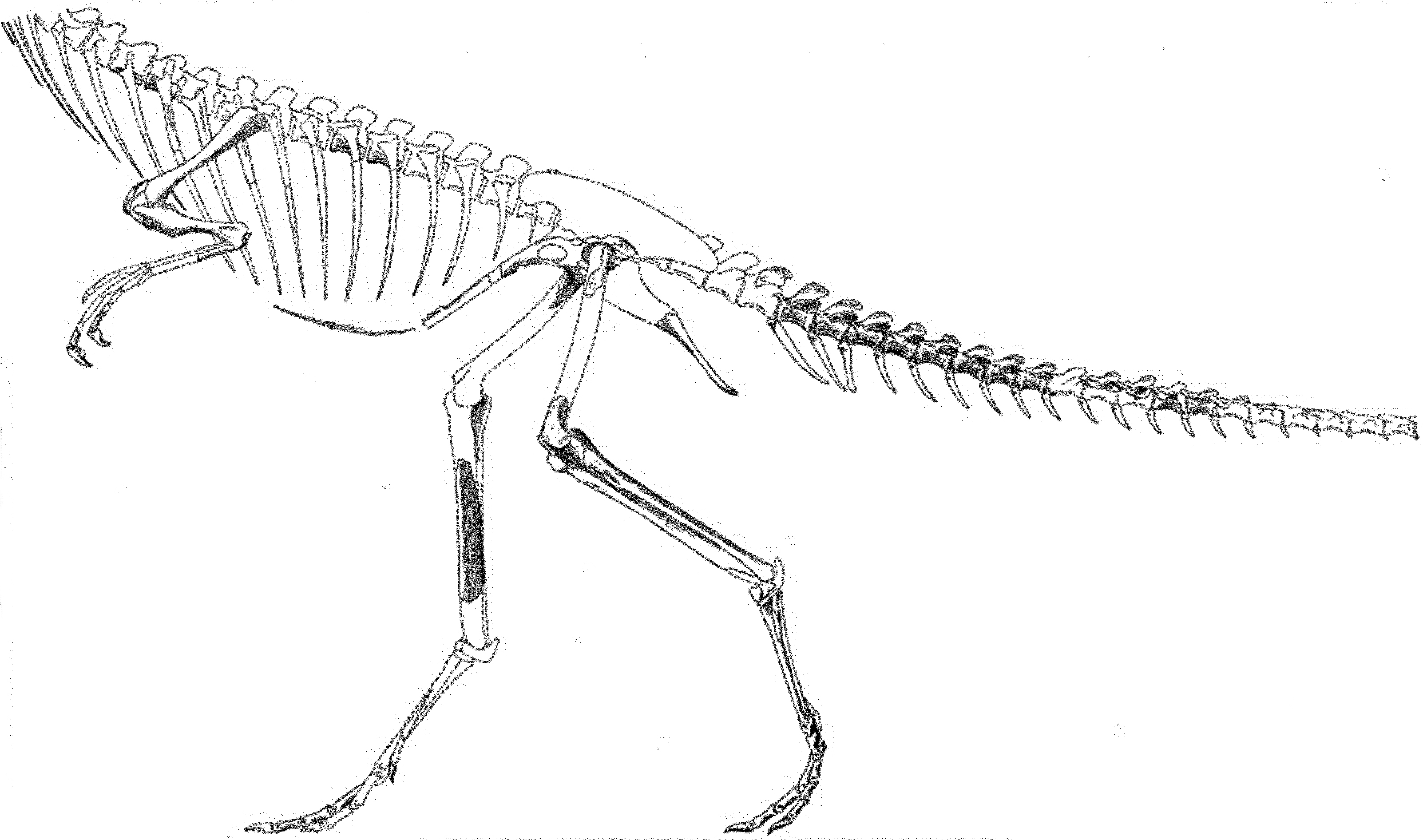
根據正模標本的重建骨骼圖，製於1936年

當發現斯基龍的化石時，因為化石的位置，Charles Lewis Camp將牠們重建成母雞下蛋的姿勢。其他的獸腳類恐龍會在大型沙塵暴時或睡覺時採取這個姿勢，而斯基龍的化石的確是發現於砂岩層中，顯示該動物是覆蓋在一層砂中死亡。因為該地沒有發現巢穴或洞的遺跡，所以這還僅止於假設。Campe根據其頸部肋骨特徵，提出斯基龍的頸部可能支撐者兩側翼膜，類似現代飛蜥，可協助斯基龍移動迅速，這理論也是僅止於假設。
在2005年9月，《古脊椎動物學期刊》（The Journal of Vertebrate Paleontology）公佈了一份斯基龍正模標本的重新鑑定。研究人員指出雖然斯基龍非常獨特，但仍屬於腔骨龍超科。他們同時指出斯基龍可能是原美頜龍的近親。

## 外部連結
- 斯基龍的基本數據與介紹 （页面存档备份，存于） Dinoruss.com網站
- 斯基龍的基本數據 （页面存档备份，存于） Dino Directory網站